# Voo UTA 772

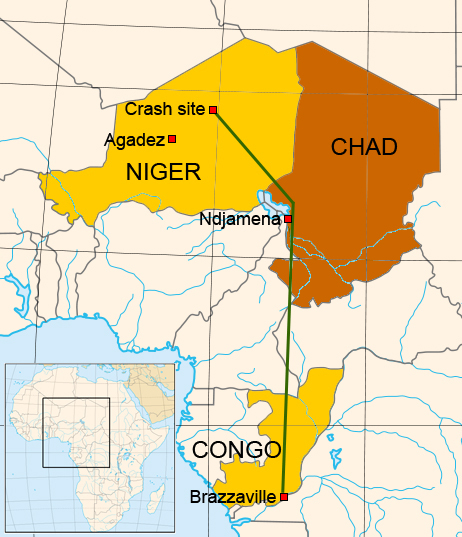
Rota do voo 772

O voo UTA 772 foi uma rota comercial feita por um DC-10 entre Brazzaville, na República do Congo e Paris, na França, com escala em N'Djamena, no Chade. Em 19 de setembro de 1989, uma bomba explodiu a bordo do avião, matando todos os seus ocupantes.

## O voo
O avião partiu de N'Djamena às 13h13 no horário local. Às 13h59, depois de o DC-10 alcançar o nível de voo 350 (35 mil pés de altitude) em condições totalmente normais, todo o conta(c)to com o voo 772 foi perdido. Uma bomba havia explodido no porão de carga dianteiro do avião na localização 13R, fazendo com que a aeronave se desintegrasse em pleno voo. O artefa(c)to estaria escondido na bagagem e teria embarcado no avião em Brazzaville.

## Responsabilidade pelo ataque
Uma agência de notícias em Londres recebeu um telefonema de um anônimo, segundo o qual a Jihad Islâmica seria responsável pela explosão. O anônimo exigiu a libertação do xeique Abdel-Karim Obeid, que havia sido sequestrado no sul do Líbano em julho de 1989 por forças de Israel. A agência recebeu um novo telefonema de um anônimo, o qual dizia que um grupo de resistência do Chade havia sido responsável.
Entretanto, vários anos mais tarde o governo da Líbia se tornaria o principal suspeito visto que, em 1999, Muammar Gaddafi admitiria sua participação direta no planejamento do atentado de Lockerbie. Gaddafi aceitou pagar US$ 35 milhões como indenização às vítimas, porém, com a condição explícita de que o governo da Líbia não tivesse participação no ataque contra o voo 772. O motivo para o pagamento dessas indenizações seria o embargo imposto à Líbia em 1993, que foi suspenso temporariamente em 1999.
O governo dos Estados Unidos chegou a exigir do país o pagamento de US$ 6 bilhões como indenização às famílias de 7 vítimas estadunidenses, mas essa exigência foi retirada. Investigadores obtiveram a confissão de um dos supostos terroristas, uma figura de oposição congolesa que teria ajudado a recrutar um dissidente para embarcar a bomba clandestinamente no avião. Essa confissão fez com que seis líbios acabassem sendo acusados de participação no ataque. Eles foram identificados pelo juiz francês Jean-Louis Bruguière: 
- Abdallah Senussi, cunhado de Gaddafi;
- Abdallah Elazragh, primeiro conselheiro da embaixada líbia em Brazzaville;
- Ibrahim Naeli e Arbas Musbah, membros do serviço secreto líbio;
- Abdelsalam Issa Shibani, oficial técnico do serviço de inteligência líbio;
- Abdelsalam Hammouda.

Gaddafi não permitiu que os acusados fossem extraditados para a França, portanto eles permaneceram na Líbia.

## Memorial
Em 2007 um memorial foi criado por uma associação de famílias das vítimas nas coordenadas 16° 51′ 53″ N, 11° 57′ 13″ L. Sendo visível a partir do Google Earth.

## Nacionalidades das vítimas
Havia pessoas de 18 nacionalidades a bordo do avião:
| Nacionalidade                                                             | Vítimas |
| ------------------------------------------------------------------------- | ------- |
| França                                                                    | 54      |
| República do Congo                                                        | 48      |
| Chade                                                                     | 25      |
| Itália                                                                    | 9       |
| Estados Unidos                                                            | 7       |
| Camarões                                                                  | 5       |
| Reino Unido                                                               | 4       |
| República Democrática do Congo (Zaire), Canadá, República Centro-Africana | 3       |
| Malásia, Suíça                                                            | 2       |
| Argélia, Bolívia, Bélgica, Grécia, Marrocos, Senegal                      | 1       |